# جلابة
الجلابة (من الكلمة الفصيحة: جِلباب) هو اللباس المغربي الرسمي التقليدي والأوسع انتشارًا في المملكة المغربية. وهو لباس يومي طويل وفضفاض يرتديه الرجال والنساء على حد سواء. يصنع من العديد من الاشكال والألوان مع غطاء متصل للرأس وبأكمام طويلة.
يرتدي الرجال عموما الجلابة المغربية ذات الألوان الفاتحة والموحدة في الصيف لتعكس أشعة الشمس، ويكون القماش من القطن أو الكتان، أما في الشتاء فتكون ألوانها داكنة وقماشها عادة من الصوف وأفضل أنواعها من الوبر لتقيه برد الشتاء. أما النساء فتكون بألوان زاهية مصنوعة من الحرير والقطن الناعم. تضيف المرأة في بعض الأحيان وشاح على رأسها.

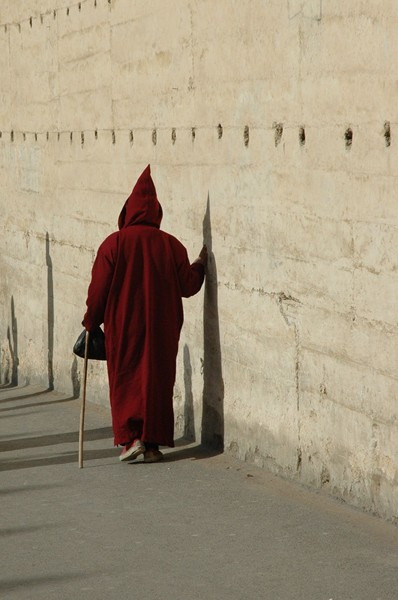
جلابة مغربية

كما يمثل الغطاء لكلا الجنسين أهمية بالغة في اتقاء أشعة الشمس في الصيف وغبار الرمال وفي الشتاء يعمل كمظلة للمطر ويساعد على حماية الرأس واتقاء برودة الطقس.

جلابة بيضاء عادة هي لباس يوم الجمعة بالمغرب.

## وصف الجلابة
تعتبر الجلابة اللباس اليومي المعتاد للمغاربة لذلك هي معلومة الشكل إذ يلبسها الصغير والكبير، وشكلها أو ما يسمى بالدارجة «التفصيل» كالآتي:
- طويلة تمتد من فوق المنكب إلى حذو الكعبين؛
- فضفاض بحيث يعم كامل جسم الرجل والمرأة دون إظهار لتفاصيل أو تقاسيم الجسم؛
- متصل فيأعلاه بغطاء للرأس، يقي من أشعة الشمس ومن شتاء البرد؛
- ذو أكمام طويلة، تصل على معصم اليد أو تزيد حتى الإبهام؛

## مكونات الجلابة
عادة وكما كانت الجلابة منذ القِدم عبارة عن قطعة من الثوب (الوبر)، تُوصَل بالأكمام و«القب» (غطاء الرأس عن طريق خياطتها، دون اهتمام بالأشكال الفنية، وباقي المعايير الجمالية. أما اليوم ومع تطور فن الخياطة والتطريز نجد أن «الجلابة المغربية » مصنوعة بعديد من الاشكال والألوان، حتى انه يصعب حصر هذه الألوان، فيما لم يعد هناك دور للون في تمييز من يلبسه؛ وعموما يرتدي الرجال ذوات الألوان الفاتحة والموحدة في الصيف لتعكس أشعة الشمس، ويكون القماش من القطن أو الكتان، اما في الشتاء فتكون ألوانها داكنة وقماشها عادة من الصوف وأفضل أنواعها من الوبر لتقيه برد الشتاء. وأما بالنسبة للنساء فتكون عامة بألوان زاهية وهي من الحرير والقطن الناعم.

## تغطية الرأس
يصاحب لباس الجلباب أو الجلابة، تغطية الرأس ح فالنساء عادة تكون رؤوسهن مغطاة، عكس الرجال الذين يختلف الشأن عندهم فمرة يضعون قبعات أوطاغية (طاقية)، أو عصابة (بتسكين العين وهي العمامة):

### بالنسبة للنساء
تضع النساء وشاحًا لتغطية الرأس ومنهن من يزيد النكاب (وهو النقاب)، قطعة من الثوب تجعلها النساء لإخفاء محاسن أوجههن، تستر ما بين الأذنين والأنف والفم،
- الوشاح: قطعة من الثوب تكفي لتغطية الرأس والعنق واعلى الكتفين، وتختلف المواد المصنوعة منها حسب السيدة التي تضع الوشاح فيكون من الوبر، أو الحرير أو باقي الأقمشة العادية..
- النكاب (النقاب): قطعة ثوب عادية، توضع على الوجه بين الأذنين تغطي الأنف والفم والذقن،

### بالنسبة للرجال

طربوش مغربي أحمر أشهر أغطية الرأس المغربية

حيث الأمر يختلف فيمكن للرجل أن يضع قبعة أو طاغية (طاغية)، أو لَعْصابة أو الرزة (العمامة)، أو يكتفي بغطاء الجلابة، وربما يدع رأسه عاريا من دون غطاء.
- القبعة: وهي الغطاء المعتاد في فصل الشتاء إذ يكون في الغالب مصنوعا من الوبر ومن الثوب الخشن الذي يضمن الدفئ اللازم في فصل الشتاء، ولا تحديد في لونه إذ جميع الألوان مقبولة وفي بعض الأحيان تجد أن القبعة الواحدة تضم عديد الأوان، وآلتها في الغالب هي ما يسمى «القطيب» وتصنع باليد.
- الطاكية (الطاقية): قبعة ذات شكل هندسي، حمراء اللون، وينبعث من فوقها «شاشية» سوداء تتدلى خيوطها السميكة إلى أحد الجوانب، وتصنع من الصوف الحر للغنم أو الماعز، حيث يعتمد في صناعتها على الصوف و«الصابون البلدي»، والقليل من الماء.

- لَعْصابة أو الرزة (العمامة): ويطلق عليه اسم الشَّـال قطعة ثوب طويل تلف حول الرأس، ومن الناس من يجعل أصلها يغطي أعلى الرأس ومنهم من يدع أعلى الرأس غير مغطى بها، ولونها في العادة هو الأصفر يسمى الشال الشرقاوي ، والأزرق المميه (عند الحسانيي)، والأبيض عند البقية.

كما يمثل الغطاء لكلا الجنسين أهمية بالغة في اتقاء أشعة الشمس في الصيف وغبار الرمال وفي الشتاء يمثل مضلة للمطر كما يساعد على حماية الرأس واتقاء برودة الطقس.

## البلغة
تعتبر البلغة أهم بل أقدم ما يلبس في القدمين بالمغرب، حيث حافظ هو الآخر على مظهره وزاد الاهتمام به أكثر، وهو الحذاء الذي يفضله كثير من الناس كذلك صغارا وكبارا، إذ هو الآخر تتعدد ألوانه وبعض مواده، وفنونه الزخرفية، وهو كذلك متعدد:
- البلغة العادية أو الفاسية: حذاء سلس، وناعم، من الجلد أو الجلد البلاستيكي، على شكل محذب بعض الشيء وأمامية مجموعة، وهو نوع منتشر عند الكثيرين وعامة المغاربة.

بلغة مغربية فاسية

- حيذا، أو بلغة تافراوت: وهي أرفع الأنواع، حيث يمكن لبسها عوض أي حذاء، وتضمن صيانة للقدم إذ تتوفر على خلفية ترفع كالحذاء وتساعد لابسها على الجري والتحكم في سرعته بواسطة أسفلها الناعم والجلدي. ويمكن لبسها في الصيف والشتاء، وهي ذات أشكال فنية مستحدثة جميلة، ولونها المعتاد هو الأصفر، وخياطتها بشريط أحمر، ومع تقدم استعمالها يميل اللون إلى البني.

بلغة مغربية أمازيغية

و هذه الأحذية يلبسها الرجال كما تلبسها النساء إلا أنها تختلف من حيث المظهر إذ تتميز الخاصة بالنساء بزركشة ورسم أوراق الشجر عليها، في حين التي تعني الرجال تتسم بانعدام الزركشة سوى بعض النقاط باللونين الأخضر والأحمر وعددها قليل 5 أو 7 .

## ثقافة الجلابة
لا زالت إلى يومنا هذا تلعب الجلابة دورا مهم بحيث لا زال عامة الناس يلبسونها كما يقول المثل الشعبي المغربي: «الجلابة سترة في الصيف وفي الشتا»